# 宽叶胡枝子
宽叶胡枝子（学名：Lespedeza maximowiczii）为豆科胡枝子属下的一个种。

## 扩展阅读
- 維基物種上的相關：宽叶胡枝子